# Källby hallar
Källby hallar i Källby ligger längs riksvägen mellan Lidköping och Götene. Vid Källby hallar finns två stora runstenar och ett gravfält. 
Den södra stenen, Västergötlands runinskrifter 55, är 4,4 meter hög och räknas som en av Västergötlands ståtligaste. Texten på stenen lyder "Ulf och Ragnar, de båda reste denna sten efter sin fader .... kristen man han hade god tro till Gud".
Den norra stenen, Västergötlands runinskrifter 56, är något mindre, 3,10 meter hög och hednisk. Texten på stenen lyder "Styråke satte denna sten efter sin fader Kaur". Stenen sägs vara flyttad till platsen på 1600-talet från Skälvum där den ursprungligen stod.

## Runstenarna

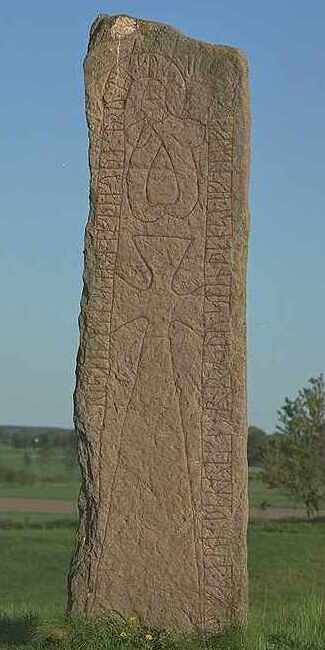
Den södra stenen (Vg 55).
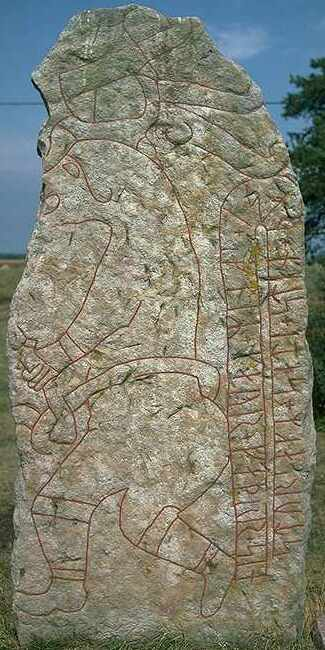
Den norra stenen (Vg 56).